# امگوری
امگوری (به انگلیسی: Amguri) یک منطقهٔ مسکونی در هند است که در آسام واقع شده‌است.

## خصوصیات
امگوری ۶٬۹۴۴ نفر جمعیت دارد.